# Era Vulgaris
Era Vulgaris je peti studijski album američkog rock sastava Queens of the Stone Age. Album je objavljen 12. lipnja 2007. godine. U prvom je tjednu izlaska u SAD-u bio rasprodan u 52 000 primjeraka. Za usporedbu, prijašnji album bio je prodan u 91 000 primjeraka u istom vremenskom periodu. 

## Popis pjesama
1. "Turnin' on the Screw" – 5:20
2. "Sick, Sick, Sick" (Homme/Goss/Van Leeuwen/Castillo) – 3:34
3. "I'm Designer"  – 4:04
4. "Into the Hollow" – 3:42
5. "Misfit Love" – 5:39
6. "Battery Acid" – 4:06
7. "Make It Wit Chu" (Homme/Johannes/Melchiondo) – 4:50
8. "3's & 7's" – 3:34
9. "Suture Up Your Future" – 4:37
10. "River in the Road" – 3:19
11. "Run, Pig, Run" – 4:40